# Интерстелар
„Интерстелар“ (на английски: Interstellar) е научнофантастичен филм от 2014 г. на режисьора Кристофър Нолан.

## Сюжет
Действието на филма се развива в едно близко бъдеще, в което светът агонизира от липсата на хранителни запаси, а климатът на Земята рязко се влошава, предизвиквайки глобална суша, облаци от прах и гигантски пясъчни бури. Тук се появява и историята на бившия пилот Купър (Матю Макконъхи), който работи по програма за фермери и отглежда царевица. Тя е единственото растение, което не е покосено от „чумата“ на главнята. Освен за царевицата, Купър се грижи сам за двете си деца. Стечение на обстоятелствата отвежда Купър в секретен научен център, изучаващ новопоявила се „червеева дупка“ в близост до Сатурн. Целта на екипа, представляващ останки от бившата космическа агенция НАСА и предвождан от професор Бранд (Майкъл Кейн), е да се изпрати кораб в дупката и така да се изследва една далечна галактика, в която да търси нов дом за човешката раса.

## В ролите
| Изпълнител      | Роля                  |
| --------------- | --------------------- |
| Матю Макконъхи  | Купър                 |
| Ан Хатауей      | Амелиа Бранд          |
| Дейвид Гизи     | Ромили                |
| Уес Бентли      | Дойл                  |
| Бил Ъруин       | гласът на робота TARS |
| Джош Стюърт     | гласът на робота CASE |
| Джесика Частейн | Мърф                  |
| Макензи Фой     | малката Мърф          |
| Елън Бърстин    |                       |
| Майкъл Кейн     | Професор Джон Бранд   |
| Кейси Афлек     | Том Купър             |
| Тимъти Шаламе   | младия Том            |
| Джон Литгоу     | Доналд                |
| Леан Каирнс     | Луис Купър            |
| Тофър Грейс     | Гети                  |
| Дейвид Ойлово   |                       |
| Уилям Дивайн    |                       |
| Елис Габел      |                       |
| Колет Уолфи     |                       |
| Мат Деймън      | др. Ман               |

## Български дублаж
На 6 февруари 2018 г. bTV Cinema излъчва филма с български дублаж за телевизията. Дублажът е в студио VMS. Екипът се състои от:
| Преводач            | Яна Кецкерова                                                                    |
| Тонрежисьор         | Георги Калудов                                                                   |
| Режисьор на дублажа | Добрин Добрев                                                                    |
| Озвучаващи артисти  | София Джамджиева Гергана Стоянова Станислав Димитров Георги Тодоров Виктор Танев |

## Награди
| Категория                                    | Номиниран(и)                                 | Резултат                    |
| Оскар (22 февруари 2015 г.)                  | Оскар (22 февруари 2015 г.)                  | Оскар (22 февруари 2015 г.) |
| -------------------------------------------- | -------------------------------------------- | --------------------------- |
| Най-добри визуални ефекти                    | Най-добри визуални ефекти                    | награда                     |
| Най-добри декори                             | Най-добри декори                             | номинация                   |
| Най-добър звук                               | Най-добър звук                               | номинация                   |
| Най-добър звуков монтаж                      | Най-добър звуков монтаж                      | номинация                   |
| Най-добра филмова музика                     | Ханс Цимер                                   | номинация                   |
| Награда на БАФТА (8 февруари 2015 г.)        |                                              |                             |
| Най-добри визуални ефекти                    | Най-добри визуални ефекти                    | награда                     |
| Най-добри декори                             | Най-добри декори                             | номинация                   |
| Най-добра кинематография                     | Хойт ван Хойтама                             | номинация                   |
| Най-добра филмова музика                     | Ханс Цимер                                   | номинация                   |
| Златен глобус (11 януари 2015 г.)            |                                              |                             |
| Най-добра филмова музика                     | Ханс Цимер                                   | номинация                   |
| Сателит (15 февруари 2015 г.)                |                                              |                             |
| Най-добри визуални ефекти                    | Най-добри визуални ефекти                    | номинация                   |
| Най-добра кинематография                     | Хойт ван Хойтама                             | номинация                   |
| Най-добра филмова музика                     | Ханс Цимер                                   | номинация                   |
| Хюго                                         |                                              |                             |
| Най-добро сценично представяне (дълга форма) | Най-добро сценично представяне (дълга форма) | номинация                   |
| Бредбъри                                     |                                              |                             |
|                                              | Джонатън Нолан и Кристофър Нолан             | номинация                   |
| Сатурн (25 юни 2015 г.)                      |                                              |                             |
| Най-добър научнофантастичен филм             | Най-добър научнофантастичен филм             | награда                     |
| Най-добри декори                             | Най-добри декори                             | награда                     |
| Най-добри специални ефекти                   | Най-добри специални ефекти                   | награда                     |
| Най-добър сценарий                           | Джонатън Нолан и Кристофър Нолан             | награда                     |
| Най-добра музика                             | Ханс Цимер                                   | награда                     |
| Най-добър млад актьор                        | Макензи Фой                                  | награда                     |
| Най-добър режисьор                           | Кристофър Нолан                              | номинация                   |
| Най-добър монтаж                             | Лий Смит                                     | номинация                   |
| Най-добър актьор                             | Матю Макконъхи                               | номинация                   |
| Най-добра актриса                            | Ан Хатауей                                   | номинация                   |
| Най-добра актриса в поддържаща роля          | Джесика Частейн                              | номинация                   |
| Емпайър (29 март 2015 г.)                    |                                              |                             |
| Най-добър филм                               | Най-добър филм                               | награда                     |
| Най-добър режисьор                           | Кристофър Нолан                              | награда                     |
| Най-добър научнофантастичен или фентъзи филм | Най-добър научнофантастичен или фентъзи филм | номинация                   |